# وسام العرش
وسام العرش هو رابع وسام ملكي مغربي ضمن قائمة الأوسمة الملكية المغربية يُمنح لمكافأة الأشخاص الذين قدموا خدمات متميزة ذات طبيعةٍ مدنيةٍ أو عسكريةٍ. ظهر الوسامُ لأول مرة في 16 مايو 1963 حينما صدر أمر تأسيسه خلال عهدِ الملك الحسن الثاني – الذي حكم المغرب بين عامي 1961 و1999.

## الدرجات
يُمنح وسام العرش في خمسِ حالاتٍ؛ واحدة استثنائية وأربعة أخرى عادية:
- الدرجة الممتازة : وهي درجة الحمالة الكبرى تمنح بموجب المادة 46 من الظهير الشريف المتعلق بالأوسمة الملكية ل20 شخصًا في الدفعة الواحدة؛ ويتميّز بارتداءِ مستلمه لشارةٍ على الكتف الأيمن ونجمةٍ على الجانب الأيسر من الصدر.[1] يتألف وسام هذه الدرجة بموجب المادة 16 من نفس الظهير من رصيعة ذهبية قطر دائرتها 80 ميليمترا، ذات شكل مضلع خماسي متكون من خمسة أجنحة يشتمل كل منها على عشرة أشعة، موضوع عليها النجم المغربي المموه خضريا، يتوسطه شعار المملكة وبين بعديه الأسفلين كلمة "العرش"؛ ونوط ذهبية قطر دائرتها 55 ميلمترا، لها نفس شكل الرصيعة باستثناء الأجنحة الخمسة المذكورة سابقا، التي لا يشتمل كل منها إلا على ستة أشعة. وتتدلى النوط من وشاح حريري حمري عرضه 101 مليمتر بجانبيه خط خضري، تحمل الرصيعة على الجانب الأيسر من الصدر، ويوضع الوشاح على الكتف اليمنى حتى الجانب الأيسر.[1]
- الدرجة الأولى : وهي درجة ضابط كبير يحصلُ عليها بموجب المادة 46 من الظهير الشريف المتعلق بالأوسمة الملكية ل60 شخصًا في الدفعة الواحدة؛ ويتميّزون بارتداءِ شارةٍ على العُنق ونجمةٍ أخرى على الجانب الأيسر من الصدر.[1] يتألف وسام هذه الدرجة بموجب المادة 17 من رصيعة ذهبية قطر دائراتها 80 ميليمترا على شكل رصيعة الدرجة الممتازة، باستثناء الأجنحة الخمسة المذكورة سابقا، فهي من فضة. تحمل الرصيعة على الجانب الأيسر من الصدر.[1]
- الدرجة الثانية: وهي درجة قائد يحصلُ عليها بموجب المادة 46 من الظهير الشريف المتعلق بالأوسمة الملكية ل400 شخصًا في الدفعة الواحدة؛ ويتميّزون بارتداءِ شارةٍ على العنق. يتألف وسام هذه الدرجة بموجب المادة 18 من نوط ذهبية قطر دائرتها 55 ميليمترا على شكل نوط الدرجة الممتازة. تحمل النوط في العنق بشريط حريري من لوني الوسام عرضه 37 ميليمترا.[1]
- الدرجة الثالثة: وهي درجة ضابط وتُمنح بموجب المادة 46 من الظهير الشريف المتعلق بالأوسمة الملكية ل5 آلاف شخصٍ كحد أقصى؛ حيثُ يتميّز الموسحون بها بارتداءِ شارةٍ مع وردةٍ على الجانب الأيسر من الصدر. يتألف وسام هذه الدرجة بموجب المادة 19 من نوط ذهبية قطر دائرتها 40 ميليمترا على شكل نوط الدرجة الممتازة. تحمل النوط بشريط حريري من لوني الوسام عرضه 37 ميليمترا وبه وريدة من لوني الوسام أيضا. توضع النوط في الجانب الأيسر من الصدر.[1]
- الدرجة الرابعة: وهي درجة فارس وتُمنح بموجب المادة 46 من الظهير الشريف المتعلق بالأوسمة الملكية ل20 آلف شخص كحد أقصى؛ حيث يتميَّزُ الحاصلون على هذه الدرجة بارتداءِ شارةٍ على الجانب الأيسر من الصدر. ولنيل وسام العرش من الدرجة الرابعة بموجب المادة 58، لابد للمرشح من أن يكون محصلا على الدرجة الممتازة من وسام الاستحقاق الوطني مند عشر سنوات على الأقل، وأن يكون قد امتاز في القيام بعمله خلال الفترة المذكورة. يتألف وسام هذه الدرجة بموجب المادة 20 من نوط فضية قطر دائرتها 40 ميليمترا على شكل نوط الدرجة الممتازة. تحمل النوط بشريط حريري من لوني الوسام عرضه 37 ميليمترا، توضع النوط في الجانب الأيسر من الصدر.[1]

| أوسمةُ العرش    |           |      |      |      |
| الحمالة الكبرى | ضابط كبير | قائد | ضابط | فارِس |
|                |           |      |      |      |

## الموشحون(ات)

### درجة الحمالة الكبرى

#### 1986
- آغا خان الرابع: الإمام الحاضر التاسع والأربعون للطائفة الإسماعيلية النزارية[5]

#### 1997
- أحمد فتحي سرور: رئيس الاتحاد البرلماني الدولي.[6]

#### 1989
- تركي الفيصل بن عبد العزيز آل سعود: رئيس الاستخبارات العامة الـسعودية.[7]

#### 2006
- عبد الهادي بوطالب: وزير سابق.[8]

#### 2008
- إدريس جطو: الوزير الأول سابقا.[5]

2009
- محمد مجيد: رئيس الجامعة الملكية المغربية للتنس.[9]

#### 2010
- المحجوبي أحرضان: الرئيس الشرفي ومؤسس الحركة الشعبية.[10]
- إسماعيل العلوي: رئيس مجلس الرئاسة لحزب التقدم والاشتراكية.[11]

#### 2012
- عبد الحميد بنزوينة: أستاذ مادة اللغة العربية بالمدرسة المولوية.[12]

#### 2013
- محمد صبحي: أستاذ مادة اللغة العربية بالمدرسة المولوية.[13]
- راف شلومو عمار: الحاخام الأكبر للطائفة اليهودية.[13]
- سيدي محمد العلوي: الحاجب الملكي للملك محمد السادس.[14]
- إبراهيم فرج: الحاجب الملكي سابقا.[2]

#### 2014
- عباس الفاسي: رئيس الحكومة سابقا.
- عبد الواحد الراضي: رئيس مجلس النواب سابقا ورئيس الاتحاد البرلماني الدولي حاليا.
- مصطفى بنعبد الله: أستاذ في الفنون التشكيلية بالمدرسة المولوية.
- محمد المسطاسي: مكلف بمهمة بوزارة القصور الملكية والتشريفات والأوسمة حاليا.

#### 2015
- عبد الهادي التازي: دبلوماسي سابقا، مؤرخ وكاتب. (تسلم الوسام ابنه السيد بدر التازي).[15]
- محمد آيت إيدر: مقاوم وزعيم سياسي.[15]

#### 2016
- أحمد عصمان: وزير أول ورئيس مجلس النواب سابقا.[16]

#### 2023
- بلخير الفاروق: المفتش العام للقوات المسلحة الملكية وقائد المنطقة الجنوبية (متقاعد)[17]

### درجة ضابط كبير

#### 1964
- أحمد بركاش: وزير الأوقاف والشؤون الإسلامية سابقا.[18]

#### 1973
- صائب سلام: رئيس الوزراء اللبناني.[3]

#### 1998
- محمد أشهبار: جنرال مغربي[19]

#### 1999
- عبد اللطيف الفيلالي: وزير أول مغربي.[20]
- عبد العزيز المراني العلوي: جنرال مغربي.[21]

#### 2004
- حسني بنسليمان: رئيس الجامعة الملكية المغربية لكرة القدم.
- جوزيف بلاتر: رئيس الإتحاد الدولي لكرة القدم.[22]

#### 2008
- محمد بنعيسى: وزير الشؤون الخارجية و التعاون سابقا.[23]

#### 2015
- المرحوم عبد الله بها: وزير الدولة سابقا. (تسلم الوسام ابنه السيد محمد أمين بها).[15]
- المرحوم محمد العربي المساري: وزير الاتصال ودبلوماسي سابق، مؤرخ وصحفي. (تسلم الوسام ابنه السيد نزار المساري).[15]
- المرحوم عبد اللطيف بربيش: أستاذ في الطب، أمين السر الدائم لأكاديمية المملكة المغربية سابقا. (تسلم الوسام ابنه السيد عمر بربيش).[15]
- أحمد حرزني: رئيس المجلس الاستشاري لحقوق الإنسان سابقا.[15]

#### 2016
- عباس الجراري: مستشار الملك سابقا وأستاذ بالمدرسة المولوية سابقا.[16]

### درجة قائد

#### 1998
- محمد علي: ملاكم سابق أمريكي.[24]

#### 2004
- هشام الكروج: عداء مغربي.[25]

#### 2007
- عبد الكبير العلوي المدغري: المدير العام لوكالة بيت مال القدس الشريف.[26]

#### 2008
- إدريس الضحاك: رئيس المجلس الأعلى للقضاء.

#### 2009
- ثريا جبران قريتيف: وزيرة الثقافة.
- وردة الجزائرية: مطربة جزائرية.[27]

#### 2011[28]
- إدريس بنهيمة: الرئيس المدير العام لشركة الخطوط الملكية المغربية[29]
- عبد اللطيف المنوني: رئيس لجنة مراجعة الدستور.
- عمر عزيمان: سفير المغرب في إسبانيا سابقا و رئيس اللجنة الاستشارية للجهوية.
- عبد الله ساعف: عضو لجنة مراجعة الدستور.
- إدريس اليزمي: عضو لجنة مراجعة الدستور.
- محمد الطوزي: عضو لجنة مراجعة الدستور.
- أمينة بوعياش: عضو لجنة مراجعة الدستور.
- أحمد حرزني: عضو لجنة مراجعة الدستور.
- رجاء مكاوي: عضو لجنة مراجعة الدستور.
- نادية برنوصي: عضو لجنة مراجعة الدستور.
- ألبير ساسون:عضو لجنة مراجعة الدستور.
- عبد الرحمان الليبك: عضو لجنة مراجعة الدستور.

#### 2013
- كريستيان كامبون: رئيس مجموعة الصداقة الفرنسية المغربية بمجلس الشيوخ الفرنسي[30]‘[31][32]
- المرحوم محمد الطيب الناصري: محام ووزير العدل سابقا؛ (تسلم الوسام ابنه السيد عمر الناصري).[13]
- المرحومة آسية الوديع: عضو مؤسسة محمد السادس لإدماج السجناء سابقا؛ (تسلم الوسام ابنها السيد يوسف الشهبي وأخوها السيد صلاح الوديع).[13]
- المرحوم محمد الإدريسي القيطوني: مدير جريدة "لوبينيون" سابقا؛ (تسلم الوسام ابنه السيد اسماعيل إدريسي قيطوني).[13]

#### 2014[33]
- محمد بنونة: قاضي بمحكمة العدل الدولية بلاهاي.

#### 2015
- جميل سليمان حمزة جلال: مطوف بالحرم المكي الشريف.[15]
- جون بول كارترون: رئيس مؤسس منتدى"كرانس مونتانا فوروم".[15]

#### 2016
- محمد القباج: رئيس مؤسسة أمين القباج.[34]

#### 2022
- فوزي لقجع: رئيس الجامعة الملكية المغربية لكرة القدم.[35][36]
- وليد الركراكي: مدرب المنتخب المغربي

#### 2023
- محمد عبد النباوي: الرئيس الأول لدى محكمة النقض.[37]

### درجة ضابط

#### 1968
- أحمد بن مسعود: أمين سر الملك محمد الخامس.[38]

#### 1972
- ادريس حصار: المدير العام للأمن الوطني.[39]

#### 1973
- الزبير سكيرج: طبيب.[40]

#### 1979
- محمد فوزي: سفير المغرب في مالي.[41]

#### 1981
- أحمد عبد الرحيم عبد البر.[بحاجة لمصدر]

#### 1987
- عبد العزيز مزيان بلفقيه: كاتب عام وزارة الأشغال العمومية والتكوين المهني وتكوين الأطر.[42]

#### 1990
- عبد الرحمان السباعي: مستشار للوزير الأول.[43]

#### 1992
- امحمد العراقي: الوكيل العام للملك بمكناس.

#### 1993
- محمد بنعيسى: وزير الثقافة سابقا[44]
- حبيب المالكي: سياسي مغربي، خبير اقتصادي وعضو في حزب الاتحاد الاشتراكي للقوات الشعبية.[45]

#### 1994
- عباس الجراري: مستشار الملك سابقا وأستاذ بالمدرسة المولوية سابقا.[46]
- عبد العزيز بنجلون: عضو بالمجلس الدستوري.

#### 1995[47]
- محمد الإدريسي العلمي المشيشي: وزير العدل
- محمد حصاد: وزير الأشغال العمومية والتكوين المهني وتكوين الأطر.
- الراشدي الغزواني: وزير النقل.
- عبد السلام أحيزون: وزير البريد والمواصلات.
- ادريس التولالي: وزير الإسكان.
- سيرج بيرديغو: وزير السياحة.

#### 1996
- عثمان بنجلون[48]

#### 2001
- خالد القادري: المدير العام لصندوق الإيداع و التدبير.[49]

#### 2004
- بادو الزاكي: مدرب المنتخب المغرب.

#### 2006
- عمر عزيمان: سفير المغرب في إسبانيا.
- أمينة لمريني الوهابي: عضوة في المجلس الاستشاري لحقوق الإنسان.[50]

#### 2007
- محمد القباج: مدير الشركة العامة المغربية للأعمال.
- سيدني طوليدانو: الرئيس المدير العام لمجموعة كريستيان ديور.
- محمد فوزي: عامل عمالة مقاطعات الدار البيضاء آنفا.[51]
- محمد مفكر: كاتب عام لوزارة الصناعة التقليدية والاقتصاد الاجتماعي.[52]
- عبد الفتاح البجيوي: عامل إقليم خريبكة.[53]‘.[54]

#### 2008
- يهودا لانكري: رئيس القناة التلفزية الإسرائيلية الثانية.

#### 2009
- عبد الرحيم عماني: رئيس المجلس الإقليمي لأكادير.[55]
- أحمد التومي: المدير العام السابق للمنظمة الدولية للمواصلات بواسطة الأقمار الاصطناعية.

#### 2011
- عبد اللطيف الحموشي: المدير العام لإدارة مراقبة التراب الوطني.

#### 2012
- كمال الودغيري: مهندس في الاتصالات بإدارة "لا ناسا" الأمريكية.[12]
- إدريس شاطر: رئيس الاتحاد العالمي للمحامين.[12]
- محمد الولتيتي: رئيس شركة "كوباك" المختصة في مشتقات الحليب.[12]
- ماردوشي "ألبير دوفيكو" المالك ورئيس شركة "عائشة" المختصة في الصناعات الغذائية.[12]‘[56]
- أمين بنكيران: رئيس شركة "كيتيا" المختصة في التأثيث المنزلي.[12]

#### 2013
- أمينة بوعياش: فاعلة حقوقية.[13]
- ياسمينة بوزيان: خبيرة التواصل لدى الأمم المتحدة.[13]
- مريم شديد: أستاذة جامعية في علم الفلك وأول مغربية تتمكن من بلوغ القطب المتجمد الجنوبي.[13]
- نزهة حياة: مديرة بمؤسسة بنكية.[13]
- محمد البوعناني: شاعر وصحفي.[13]

#### 2014[33]
- ميكاييل زاوي: خبير في الميدان المالي بعدة مؤسسات بنكية دولية.
- يوويل زاوي: خبير في الميدان المالي بعدة مؤسسات بنكية دولية.
- محمد بنعبود: خبير وأستاذ التاريخ بجامعة عبد المالك السعدي بتطوان، مهتم بتأهيل المدينة القديمة بتطوان.
- بهيجة سيمو: مديرة الوثائق الملكية[57]

#### 2015[58][59]
- خليل مرون: إمام مسجد إيفري.
- ميشيل سرفاتي: حاخام  ريس أورانجيس.
- ميشيل دوبوست: أسقف إيفري.

#### 2016
- أمينة بن خضراء: المديرة العامة للمكتب الوطني للهيدروكاربورات والمعادن ووزيرة سابقا.[16]
- طارق السجلماسي: الرئيس المدير العام لمجموعة القرض الفلاحي المغربي.[16]
- ليلى مزيان: رئيسة مؤسسة البنك المغربي للتجارة الخارجية للتربية والتكوين تعمل عن طريق “مدرسة. كوم” لتسهيل استفادة الأطفال المحتاجين من التربية والتكوين.[16]
- محمد باهي حرمة: صحفي ومفكر من أصل موريتاني كان مختصا في قضية الصحراء المغربية، تسلمت الوسام زوجته فاطمة أرسيم.[16]
- سعيدة كريم العمراني: نائبة الرئيس المنتدبة لمجموعة شركات هولدينغ سافاري- سوفيبار- كوفيمار، عضو المجلس الإداري لمؤسسة محمد الخامس للتضامن وناشطة في ميدان الأعمال والعمل الاجتماعي.[16]
- بوشعيب بنحميدة: رجل أعمال ورئيس الفدرالية الوطنية للبناء والأشغال العمومية سابقا. تسلمت الوسام شقيقته زوبيدة بنحميدة.[16]

#### 2017
- نور الدين بنسودة: الخازن العام للمملكة.[60]

#### 2022
- لاعبو المنتخب الوطني.[61]

#### 2023
- الحسن الداكي: الوكيل العام الملك لدى محكمة النقض.[62]
- محمد النميري: نائب الرئيس الأول بمحكمة النقض.
- الحسين النجار: مستشار بمحكمة النقض.
- خومي إسرائيل: قاضي عبري بالمحكمة الابتدائية الاجتماعية بالدار البيضاء.
- عبد السلام العماني: محام عام لدى محكمة النقض.

### درجة فارس

#### 1974
- عبد اللطيف الخميري: سفير المغرب في السودان.

#### 1985
- عبد الرحمان السباعي: مدير مستشار لدى الوزير الأول.[43][63]
- امحمد العراقي: رئيس غرفة الجنايات بمحكمة الإستئناف بالدار البيضاء.[64]
- عبد العزيز بنجلون: قيدوم كلية العلوم القانونية والاقتصادية والاجتماعية بالربـاط.[65]

#### 1986
- عبد الكريم الرايس: فنان[66]

#### 1987
- سلطان بن سلمان بن عبد العزيز آل سعود: أول رائد فضاء عربي.
- عبد العزيز مزيان بلفقيه: كاتب عام وزارة الأشغال العمومية والتكوين المهني وتكوين الأطر[42][67][68]

#### 1989
- أحمد. بيرو: موسيقي.[69]

#### 1995
- عبد الرحيم الهاروشي: وزير الصحة العمومية.
- مراد الشريف: وزير التجارة الخارجية والإستثمارات الخارجية والصناعة التقليدية..
- محمد كنيدري: وزير التربية الوطنية.
- رفيق الحداوي: وزير التشغيل والشؤون الإجتماعية.
- محمد علال سيناصر: وزير الشؤون الثقافية.
- عزيز حسبي: وزير منتدب لدى الوزير الأول المكلف بالشؤون الإدارية.
- أحمد الوردي: وزير منتدب لدى الوزير الأول المكلف بالجالية المغربية القاطنة بالخارج.
- محمد معتصم: وزير منتدب لدى الوزير الأول المكلف بالعلاقات مع البرلمان.
- عمر القباج: وزير منتدب لدى الوزير الأول.
- عمر عزيمان: وزير منتدب لدى الوزير الأول مكلفا بحقوق الإنسان.
- شوقي السرغيني: نائب كاتب الدولة للشؤون الداخلية المكلف بالبيئة.
- محمد ساغو: وزير المالية والإستثمارات.

#### 1996
- محمد مصطفى القباج: كاتب وأكاديمي مغربي[70]‘[71]

#### 1999
- محي الدين أمزازي: عامل مدير للدراسات بوزارة الداخلية.

#### 2002
- علي بيوكناش: عامل إقليم العرائش.

#### 2004
- عبد االغني بن الناصري: مساعد مدرب المنتخب المغربي لكرة القدم.
- بوجمعة زاهي: طبيب المنتخب المغربي لكرة القدم.
- عبد اللطيف لعلو: مدرب حراس المنتخب المغربي لكرة القدم.
- نور الدين بنسودة: المدير العام للضرائب.

#### 2005
- محمد اعسيلة: عامل إقليم بنسليمان.
- عبد الشكور رايس: عامل مفتش عام بالإدارة الترابية.
- محمد صبري: عامل عمالة سلا.[72]
- محمد الصياد: موسيقار.[73]

#### 2007
- العربي بن الشيخ: المدير العام لمكتب التكوين المهني وإنعاش الشغل.[74]
- جمال محفوظ: مدير وكالة الحوض المائي للوكوس.
- عبد الله مقسط: نائب مدير الأرصاد الجوية الوطنية.
- الحسين أوقباب: مدير وكالة الحوض المائي لأبي رقراق والشاوية.
- امحمد هدان: عامل إقليم شفشاون.
- عبد الغني الصبار: عامل إقليم تازة.[75]

#### 2009
- أنس الصفريوي: رئيس مجموعة الضحى.
- عبد اللطيف القباج: رئيس المجموعة الفندقية المغربية "كينزي أوتيل"
- آرون مونسونيغرو: الحاخام الأكبر للمغرب.

#### 2010
- الكومندان فؤاد بوطيب: قائد طاقم الطائرة الملكية.
- جنات غربي: مضيفة الطيران بالطائرة الملكية.
- نزهة العلمي: مضيفة الطيران بالطائرة الملكية.

#### 2012
- عبد الحق الحراق : عامل مدير أنظمة المعلومات والاتصال بوزارة الداخلية مكلف بنظام المساعدة الطبية "راميد".[12]
- الجيلالي حازم: مدير التخطيط والموارد المالية بوزارة الصحة مكلف بنظام المساعدة الطبية "راميد".[12][76][77]
- عبد السلام بنعبو: نائب مدير الميزانية بوزارة الاقتصاد والمالية مكلف بنظام المساعدة الطبية "راميد".[12]
- عبد اللطيف مستظرف: إطار بالوكالة الوطنية للتأمين مكلف بنظام المساعدة الطبية "راميد".[12]

#### 2014
- خالد الشدادي: رئيس الصندوق المغربي للتقاعد.
- نادية العراقي: المديرة العامة للوكالة الوطنية للموانئ.
- أمينة الفكيكي: المديرة العامة للمكتب الوطني للصيد.
- حبيبة لقلالش: نائبة المدير العام للخطوط الملكية المغربية.
- عبد الله شهيد: الكاتب العام لمتحف محمد السادس للفن الحديث والمعاصر.
- عبد العزيز الإدريسي: مدير متحف محمد السادس للفن الحديث والمعاصر.
- زينب بنموسى: مديرة التجهيزات العامة بوزارة التجهيز والنقل واللوجيستيك.
- غابرييل مالكا: مختص في جراحة الوجه والفكين.[78]
- سعيد العسري: مختص في مجال المطاعم والفندقة بفرنسا.[79]

#### 2015
- موريس زانون: رئيس مصلحة حفظ الصحة بولاية الدارالبيضاء الكبرى.[80]

#### 2016
- عبد الجبار المنيرة: أستاذ علم الأعصاب في معهد كارولينسك في السويد، انتخب عضوا في الأكاديمية الملكية للعلوم بالسويد المانحة لجائزة نوبل.[16]

#### 2019
- عبد الرحمان المدغري[81]